# Ute Kumpf

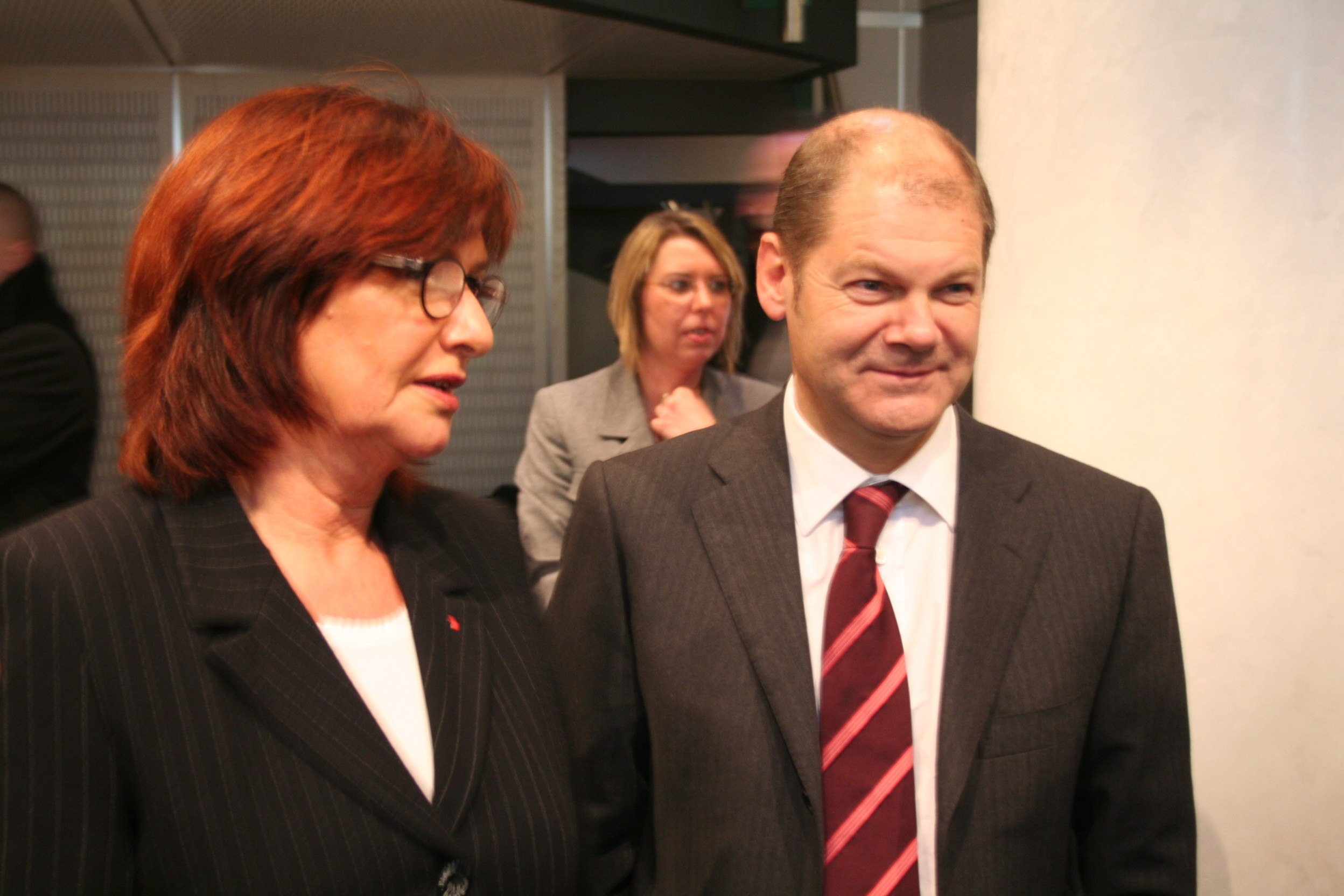
Ute Kumpf und Olaf Scholz

Ute Kumpf (* 4. Dezember 1947 in Lenting) ist eine deutsche Politikerin (SPD). Sie war von 1998 bis 2013 Mitglied des Deutschen Bundestages und von 2002 bis 2010 Parlamentarische Geschäftsführerin der SPD-Bundestagsfraktion. Von November 2015 bis Februar 2018 war Kumpf Landesvorsitzende der Arbeiterwohlfahrt Berlin.

## Biografie
Ute Kumpf wurde 1947 im oberbayerischen Lenting bei Ingolstadt geboren. Als einzige der sechs Geschwister absolvierte sie 1967 am Katharinengymnasium in Ingolstadt das Abitur. Ute Kumpf studierte Volkswirtschaftslehre an der Ruprecht-Karls-Universität Heidelberg, wechselte 1970 an die Universität Karlsruhe (TH) und schloss 1975 als Diplom-Volkswirtin ab. 
Ins Berufsleben startete sie als wissenschaftliche Angestellte bei der Zentralen Studienberatungsstelle der Universität Karlsruhe, dem damaligen Modellversuch der BLK zum Aufbau einer zentralen Studienberatung. Zwischen 1983 und 1987 war sie u. a. für den DGB Baden-Württemberg und die Hans-Böckler-Stiftung tätig, bevor sie von 1987 bis 1990 zur Vorsitzenden des DGB Kreis Calw gewählt wurde. 
1990 wurde sie von Walter Riester in die Bezirksleitung der IG Metall Baden-Württemberg geholt und arbeitete dort als Bezirkssekretärin für Frauenarbeit und Tarifpolitik, ab 1994 als Pressesprecherin. Diese Tätigkeit endete 1998, als sie zum ersten Mal direkt für den Wahlkreis Stuttgart-Nord in den Deutschen Bundestag gewählt wurde. 
Ute Kumpf hat eine erwachsene Tochter und wohnt in der Nähe Berlins.

## Partei, Kommunalpolitik und gesellschaftliches Engagement
Nachdem sie 1972 Mitglied bei den Jusos geworden war, trat Ute Kumpf 1973 auch in die SPD ein.
1975 wurde Ute Kumpf in den Karlsruher Stadtrat gewählt, dem sie bis 1980 angehörte. Sie war u. a. im Planungs- und im Stadtentwicklungsausschuss und als Mitglied in der Regionalverbandversammlung Mittlerer Oberrhein aktiv. Die außerparlamentarische Arbeit war für sie immer ein ebenso wichtiger Bereich wie die Arbeit innerhalb von Gremien: als Mitbegründerin von Bürgerinitiativen in der Stadtteilarbeit (u. a. in Mieterinitiativen, beim Aufbau des sozio-kulturellen Bürgerzentrums Durlacher Schloss) oder in der Frauenarbeit (z. B. als Mitbegründerin des Karlsruher Frauenzentrums und des Karlsruher Frauenhauses). Zudem machte sie regelmäßig gewerkschaftliche Bildungsarbeit bei Frauen- und Ortskartellen. Mit der Geburt ihrer Tochter gründete sie 1983 zusammen mit anderen Eltern die „Rasselbande – Verein zur Erziehungsförderung“, Trägerverein einer Kindertagesstätte in Elternselbstverwaltung, um dem Betreuungsnotstand für Kleinkinder in Stuttgart zu begegnen. Neben dem Aufbau dieser Kita für Kinder vom Krabbelalter bis zum 12. Lebensjahr blieb sie bis 1987 Vorsitzende des Trägervereins. Von 1994 bis 1998 und von 2004 bis 2008 war sie Mitglied der Regionalversammlung des Verbands Region Stuttgart und Mitglied im Aufsichtsrat der Wirtschaftsförderung WRS Region Stuttgart (2004–2008).
Von 1997 bis 2004 war Ute Kumpf Vorsitzende des SPD-Kreisverbandes Stuttgart.
Ute Kumpf kandidierte 2004 für die SPD für das Amt des Oberbürgermeisters von Stuttgart. Im ersten Wahlgang am 10. Oktober 2004 erhielt sie 32,5 % der Stimmen. In der Stichwahl unterlag sie mit 45,2 % der Stimmen knapp dem Amtsinhaber Wolfgang Schuster (CDU).

## Abgeordnete
1998 wurde Ute Kumpf zum ersten Mal direkt für den Wahlkreis Stuttgart-Nord in den Deutschen Bundestag gewählt, dem sie bis 2013 angehörte. 2013 trat sie nicht wieder an. 2002 und 2005 gelang ihr die direkte Wiederwahl, 2009 zog sie erneut in den Deutschen Bundestag ein, diesmal über die Landesliste Baden-Württemberg. Von 1999 bis 2001 war sie Mitglied in der Enquête-Kommission „Zukunft des Bürgerschaftlichen Engagements“. Von 2002 bis 2013 war Ute Kumpf Sprecherin der AG „Bürgerschaftliches Engagement“ der SPD-Bundestagsfraktion und Mitglied im gleichnamigen Unterausschuss, deren stellvertretende Vorsitzende sie von 2009 bis 2013 war.
Von 2002 bis 2010 wurde Ute Kumpf zur Parlamentarischen Geschäftsführerin der SPD-Bundestagsfraktion gewählt. Diese Tätigkeit endete im Mai 2010.

## Ehrungen
- Altan Gadas Polarstern-Orden der Mongolei (2009)

Seit 2001 ist Ute Kumpf regelmäßig als Expertin für die Friedrich-Ebert-Stiftung u. a. in der Mongolei tätig. In dieser Funktion hat sie u. a. den Prozess der Wahlrechtsreform konstruktiv begleitet. In zahlreichen Workshops und Symposien unterstützt Ute Kumpf die Entwicklung von Konzepten zur politischen und gesellschaftlichen Teilhabe der mongolischen Frauen, die Entwicklung demokratischer parlamentarischer und zivilgesellschaftlicher Strukturen ebenso wie den Ausbau von Arbeitnehmerrechten. Für diesen Einsatz und ihre besonderen Verdienste um die deutsch-mongolischen Beziehungen erhielt sie 2009 den mongolischen „Polarstern-Orden“, der die höchste offizielle Auszeichnung der Mongolei darstellt.
- Verdienstkreuz am Bande der Bundesrepublik Deutschland (2010)

In einer Feierstunde im Deutschen Bundestag wurde Ute Kumpf von Bundestagspräsident Norbert Lammert am 16. Dezember 2010 das Bundesverdienstkreuz ausgehändigt. Er hob dabei das große Bürgerschaftliche Engagement von Ute Kumpf als Sprecherin der SPD-Arbeitsgruppe, als Mitglied der Enquête-Kommission und als Mitglied im Unterausschuss ‚Bürgerschaftliches Engagement‘ sowie als Gründerin der Aktion „Mitmachen Ehrensache“ in Baden-Württemberg hervor. Außerdem würdigte er Ute Kumpfs Einsatz im Rahmen verschiedener Parlamentariergruppen, u. a. war sie stellvertretende Vorsitzende der Deutsch-Zentralasiatischen Parlamentariergruppe.